# Pepe Frías
Pour les articles homonymes, voir Frias (homonymie).
Jesus Maria Frías Andujar, connu sous le nom de Pepe Frías et né le 14 juillet 1948 à San Pedro de Macorís en République dominicaine, est un ancien joueur de champ intérieur de la Ligue majeure de baseball qui évolue de 1973 à 1981.

## Carrière
Pepe Frías joue dans les ligues mineures avec des clubs affiliés aux Giants de San Francisco de 1967 à 1969. En 1970, il est découvert par les Expos de Montréal alors qu'il évolue pour une équipe semi-professionnelle de Thetford Mines, au Québec. Frías joue dans le baseball majeur avec les Expos de 1973 à 1978, puis les Braves d'Atlanta en 1979, les  Rangers du Texas en 1980 et les Dodgers de Los Angeles en 1980 et 1981. Il dispute 723 matchs au total et, en défensive, joue 426 matchs à l'arrêt-court, 186 au deuxième but et 57 au troisième but. Sa moyenne au bâton en carrière s'élève à ,240 grâce à 323 coups sûrs, dont 49 doubles, 8 triples et un seul coup de circuit, réussi pour Atlanta en 1979. Il compte 132 points marqués et 108 points produits.
Après 6 saisons à Montréal, il est échangé par les Expos aux Braves contre le lanceur de relève droitier Dave Campbell le 31 mars 1979. Limité à un rôle de réserviste jouant un match sur trois à Montréal, Frías est le joueur d'arrêt-court de confiance des Braves en 1979 et maintient une moyenne au bâton de ,259 avec 44 points produits en 140 parties jouées.
Le 6 décembre 1979, les Braves transfèrent Frías aux Rangers avec le lanceur droitier Adrian Devine afin d'obtenir le lanceur partant droitier Doyle Alexander et le joueur de champ intérieur Larvell Blanks. La pièce maîtresse de cette transaction est le voltigeur Jeff Burroughs, cédé au Texas, mais celui-ci invoque sa clause de non échange pour rester à Atlanta. Les Dodgers l'obtiennent quant à eux des Rangers en échange du lanceur droitier Dennis Lewallyn le 13 septembre 1980 mais le libèrent de son contrat le 31 août 1981. Même s'il n'est plus avec le club depuis quelques semaines, les Dodgers lui remettent une bague de champion de la Série mondiale 1981,.